# Alena Neŭmjaržyckaja
Alena Neŭmjaržyckaja, accreditata come Yelena Nevmerzhitskaya dalla IAAF (in bielorusso Алена Неўмяржыцкая?; 27 luglio 1980), è un'ex velocista bielorussa.

## Palmarès
| Anno | Manifestazione | Sede       | !Evento    | Risultato | Prestazione | Note             |
| ---- | -------------- | ---------- | ---------- | --------- | ----------- | ---------------- |
| 2005 | Europei indoor | Madrid     | 60 m piani | 7ª        | 7"41        |                  |
| 2005 | Mondiali       | Helsinki   | 4×100 m    | Bronzo    | 42"56       | Record nazionale |
| 2006 | Europei        | Göteborg   | 4×100 m    | Bronzo    | 43"61       |                  |
| 2007 | Mondiali       | Osaka      | 4×100 m    | 6ª        | 43"37       |                  |
| 2010 | Europei        | Barcellona | 4×100 m    | 4ª        | 43"18       |                  |
| 2011 | Mondiali       | Taegu      | 4×100 m    | Batteria  | 44"38       |                  |